# Monica Holler
Pour les articles homonymes, voir Holler.
Monica Holler, née le 15 mai 1984 à Laxå, est une coureuse cycliste suédoise.

## Palmarès
- 2001
  -  Championne de Suède sur route juniors
- 2002
  -  Championne de Suède sur route juniors
  -  Médaillée de bronze du championnat du monde sur route juniors
  - 3e du championnat de Suède du contre-la-montre juniors
- 2004
  -  Championne d'Europe sur route espoirs
  - 2e du championnat de Suède sur route
- 2005
  -  Médaillée d'argent du championnat d'Europe sur route espoirs
  - 2e du championnat de Suède du contre-la-montre
  - 2e du Tour de Berne
  - 3e du Grand Prix de Plouay
- 2006
  - Parel van de Veluwe
  - 2e du championnat de Suède sur route
  -  Médaillée de bronze du championnat d'Europe sur route espoirs
  - 3e de l'Open de Suède Vårgårda
- 2007
  - 3e étape de la course par étapes d'Albstadt
  - 2e du Circuit Het Volk
- 2008
  - 6e étape du Tour de Toscane féminin-Mémorial Michela Fanini
  - 2e du Tour de Berne
  - 2e du Tour de Nuremberg
- 2009
  - 1re étape du Trophée d'Or féminin
  - 1re étape du Tour de Toscane féminin-Mémorial Michela Fanini (contre-la-montre par équipes)
  - 3e du Championnat de Zurich
  - 4e de l'Open de Suède Vårgårda
- 2010
  - 6e étape du Trophée d'Or féminin